# سو تونغ (كاتب)
سو تونغ (بالصينية: 苏童) هو كاتب وكاتب سيناريو صيني، ولد في 23 يناير 1963 في سوجو في الصين.

## وصلات خارجية
- سو تونغ على موقع IMDb (الإنجليزية)
- سو تونغ على موقع قاعدة بيانات الفيلم (الإنجليزية)